# Efrim Menuck
Efrim Menuck, né le 4 novembre 1970 à Montréal, est un musicien canadien lié à plusieurs groupes de musique montréalais, notamment Godspeed You! Black Emperor et A Silver Mt. Zion. Il travaille également en tant que réalisateur artistique avec de nombreux musiciens.

## Biographie
Efrim Menuck naît le 4 novembre 1970 à Montréal, au Québec, d'un père médecin et d'une mère infirmière. Bien qu'il soit né à Montréal, il a principalement grandi à Toronto. Il passe ses neuf premières années d'école dans un externat hébreu (bien qu'il se définisse comme athée), puis décroche en première. À l'âge de 20 ans, alors sans-emploi et sans-domicile fixe, il est victime d'une dépression nerveuse et décide de retourner vivre à Montréal.
En 1994, Menuck crée avec Mauro Pezzente (en) et Mike Moya (en) le groupe de post-rock Godspeed You! Black Emperor. La première œuvre du collectif, All Lights Fucked on the Hairy Amp Drooling, n'est éditée que sur 33 cassettes et ne rencontre pas de succès. Le groupe ne sera reconnu que trois ans plus tard, avec la sortie en 1997 de leur premier album, F♯ A♯ ∞, qui sera acclamé par la critique.
En 1999, Menuck crée un autre groupe de musique, A Silver Mt. Zion, avec deux autres membres de Godspeed You! Black Emperor, Sophie Trudeau (en) et Thierry Amar (en),. À la différence de Godspeed You! Black Emperor, qui est un groupe quasi-totalement instrumental, A Silver Mt. Zion incorpore régulièrement des passages chantés dans leurs chansons. Menuck a déjà exprimé ne pas être en accord avec le rôle de chanteur, notant que celui-ci est présenté comme l'attraction principale aux dépens du groupe. Menuck se sentait également mal à l'aise vis-à-vis de sa propre voix, mais a surmonté ce sentiment depuis.
Menuck est également le copropriétaire de l'Hotel2Tango (en), espace qui sert à la fois de studio d'enregistrement et de salle de concert. En 2011, Menuck publie son premier album solo, Plays "High Gospel" (en). En 2018, il publie son second album solo, Pissing Stars.
En 2020, il crée avec la chanteuse canadienne Ariel Engle (en) un duo de noise pop nommé All Hands_Make Light (en). Le groupe publie son premier album studio, Darling the Dawn (en), en 2023.

### Vie privée
Efrim Menuck est en couple avec une autre membre d'A Silver Mt. Zion, la violoniste Jessica Moss (en). En 2009, le couple donne naissance à un enfant, prénommé Ezra.

## Style musical

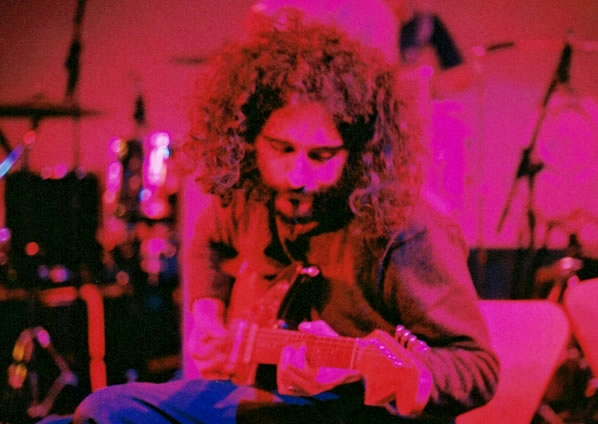
Menuck lors d'un concert de Godspeed You! Black Emperor à Londres en novembre 2000.

Le style musical de Menuck peut être décrit comme étant « poétique » : les paroles de ses chansons peuvent aborder des thèmes variés, allant de la peur rencontrée lors d'un trajet sur une autoroute américaine la nuit au déclin urbain. Par exemple, l'album d'A Silver Mt. Zion "This Is Our Punk-Rock," Thee Rusted Satellites Gather+Sing a été créé comme un requiem pour les espaces abandonnés de la ville de Montréal et du reste du monde.